# 香草 (香料)

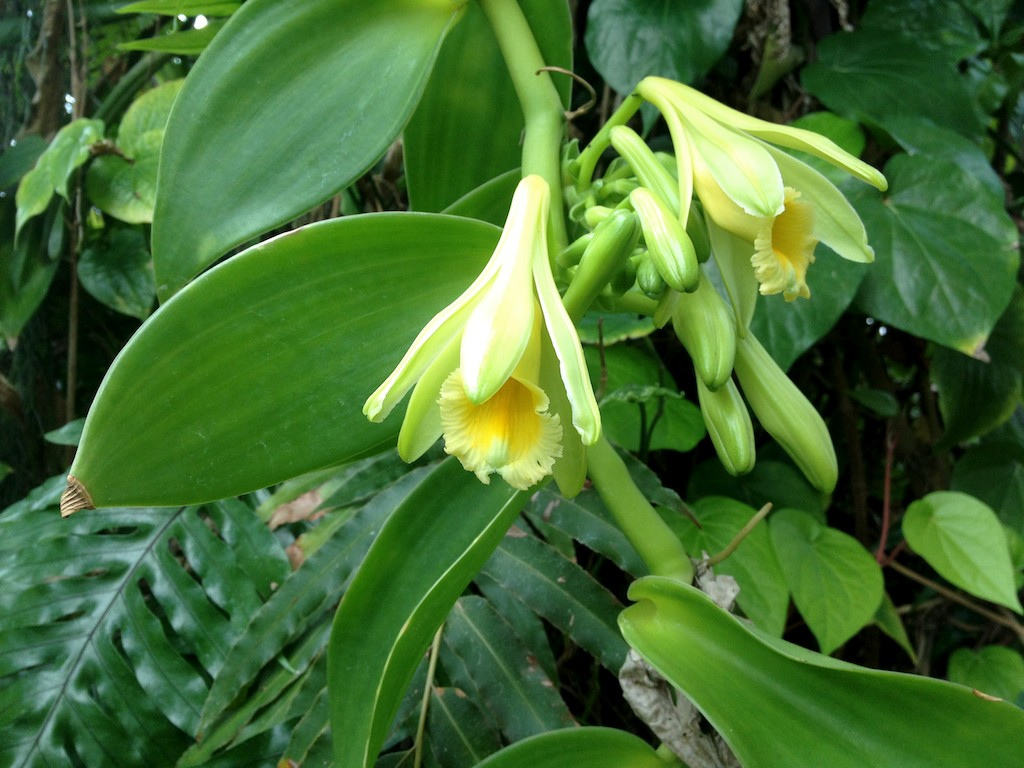
香荚兰（V. planifolia）花

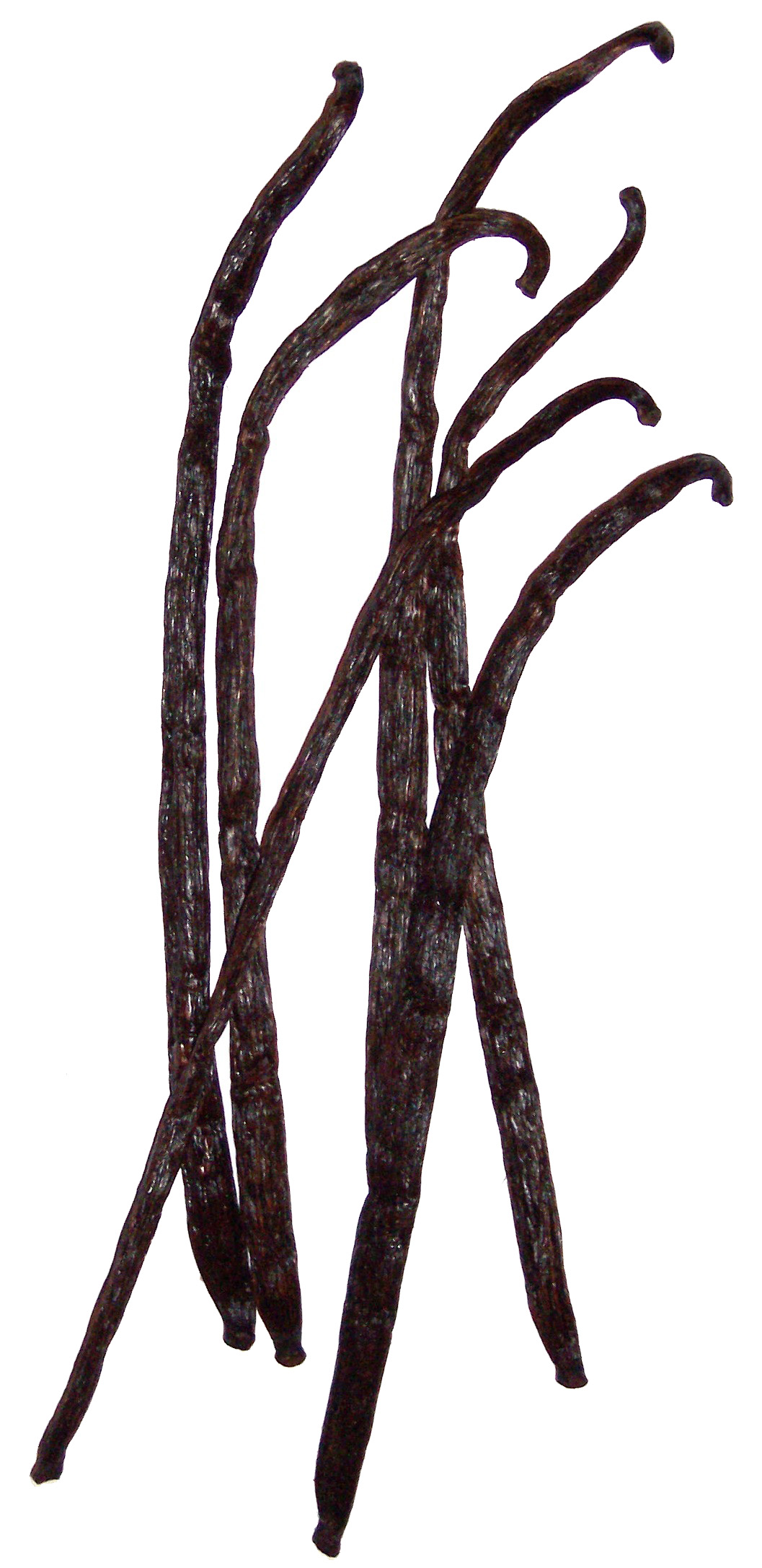
干香草荚

香草（英語：Vanilla）是一种源自香荚兰属植物的天然香料，主要从源于墨西哥一带的香荚兰（V. planifolia）豆荚中萃取。由于香草无法自花授粉，必须依靠人工授粉才能结出果实，而这些果实正是香料的主要来源。
19世纪初，比利时植物学家查尔斯·弗朗索瓦·安托万·莫伦首次发现香草需经授粉才能结果，并试图开发出一种人工授粉的技术来增加香草产量。然而，由于技术过于繁複且经济上不可行，这种方法未能被大规模採用。1841年，在法属留尼旺岛，一位名叫埃德蒙·阿尔比乌斯的12岁奴隶儿童发现手工授粉的方法，使香荚兰得以在全球种植。儘管当时法国植物学家让·米歇尔·克劳德·理查德也声称自己曾在更早之前发现过这种技术，阿尔比乌斯最终被确认为手工授粉技术的真正发现者。
目前全球有三种主要的香草品种，都源于中美洲发现的原始香荚兰物种。三者中最为常见的是生长于马达加斯加、留尼旺岛和印度洋沿岸热带地区的V. planifolia。这一品种也被称为「波旁香草」或「马达加斯加香草」，是产量最多的品种，其中来自马达加斯加和印度尼西亚的香草便占据了全球约三分之二的市场份额。此外，南太平洋地区的V. tahitensis和分布于西印度群岛、中美洲及南美洲的V. pompona也是重要的香草品种。
由于香荚兰的种植和豆荚处理需要大量人力，香草成为了全球第二贵的香料，仅次于藏红花。儘管如此，香草仍被广泛应用于烘焙、香水製作和芳香疗法等领域，成为商业和日常生活中的重要原料。

## 生物学

### 香荚兰

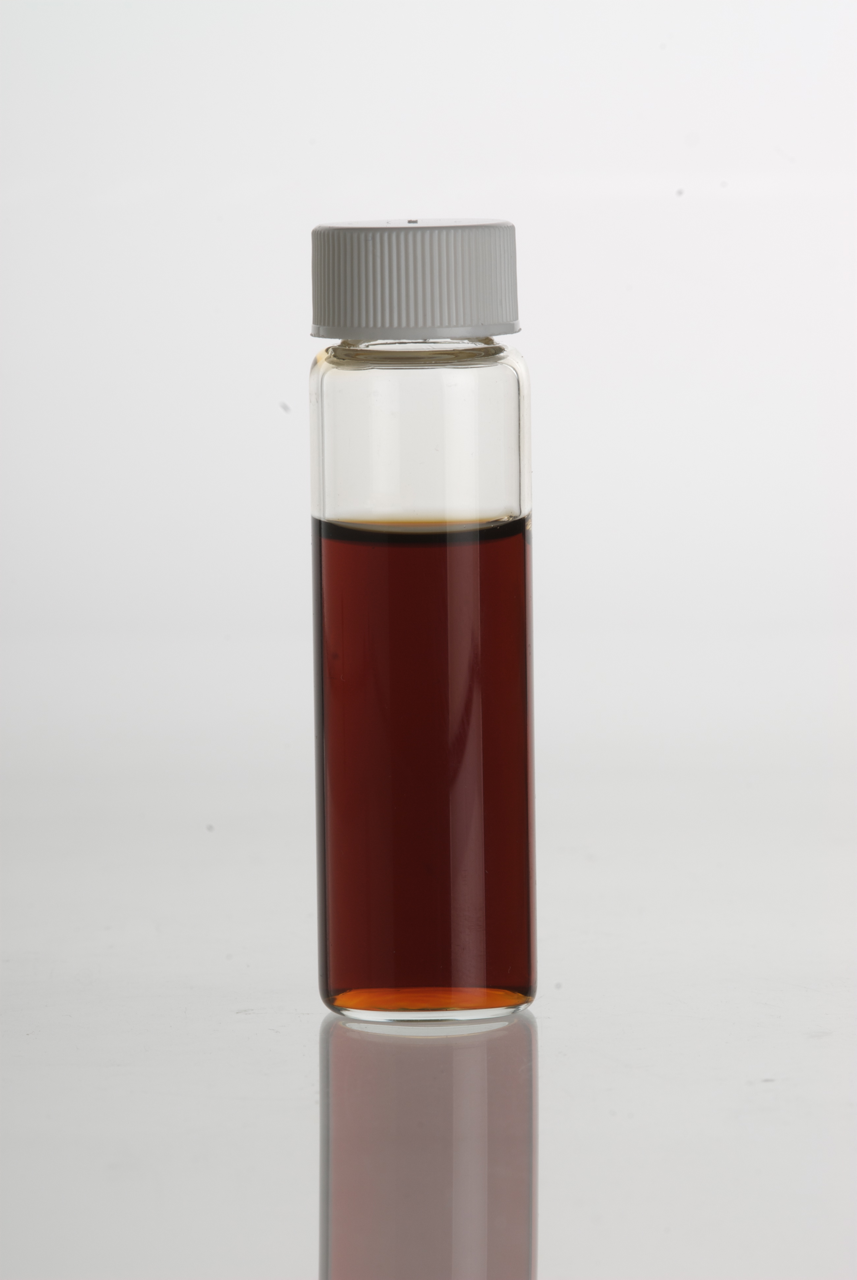
香草提取液显示其独特的颜色。

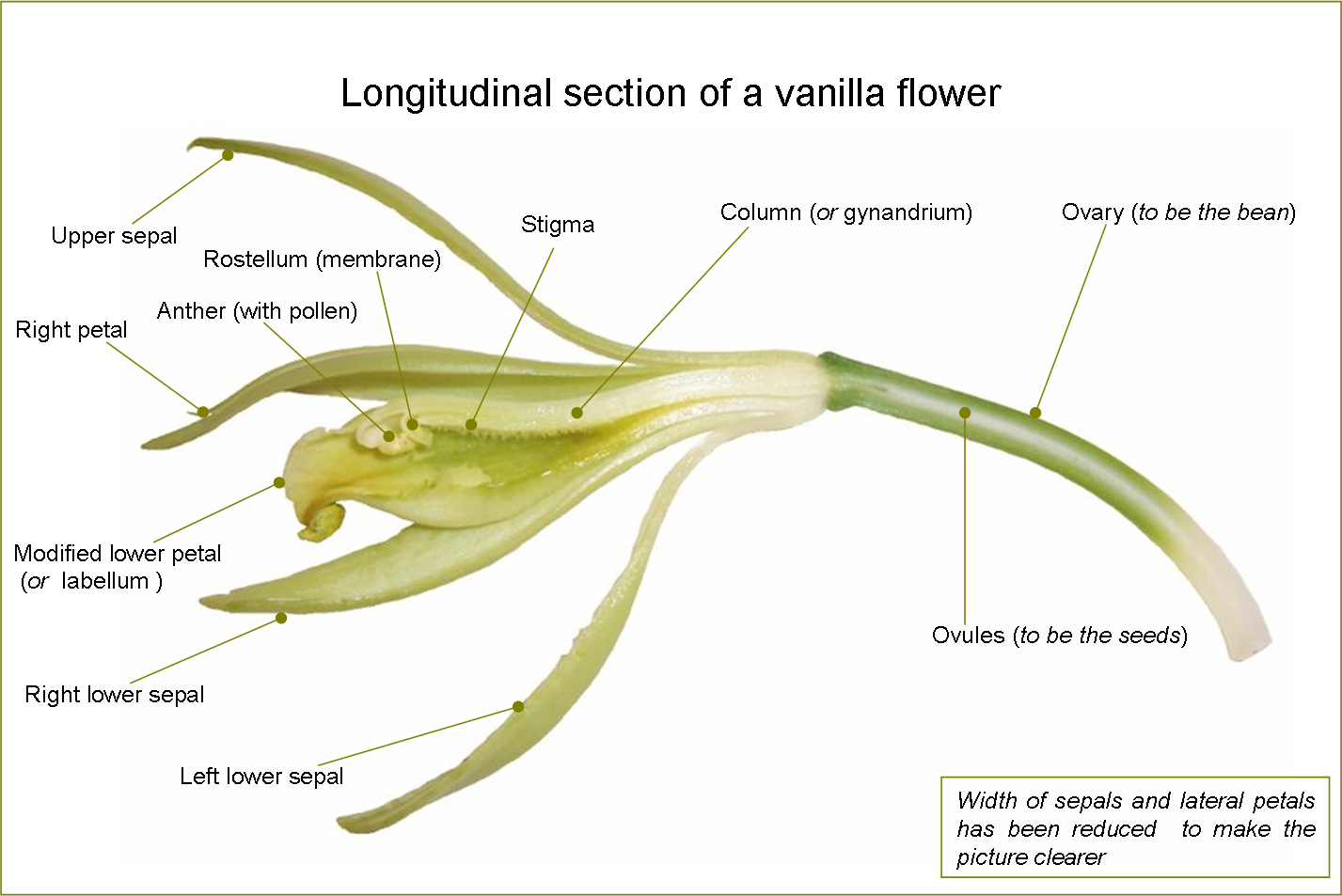
香荚兰（V. planifolia）的花

为香草收获的主要品种是V. planifolia。虽然它原产于墨西哥，但现在在整个热带地区广泛种植。印度尼西亚和马达加斯加是世界上最大的生产国。其他来源包括V. pompona和V. tahitiensis（生长在纽埃和大溪地），尽管这些物种的香草精含量远低于V. planifolia。
在果实中发现了独特风味的化合物，这是花授粉的结果。这些种子荚大约为8mm x 15cm，成熟时呈棕红色至黑色。这些豆荚里面是一种油性液体，里面装满了细小的种子，一花结一果。香荚兰的花是雌雄同体的：它们带有雄性（花药）和雌性（柱头）器官。然而，自花授粉被分隔这些器官的膜所阻断。尽管另有各种说法，但迄今为止唯一被明确记录的传粉媒介是Eulaema属的兰花蜜蜂，并且所有商业香草生产都是通过人工授粉进行的。现在，即使在墨西哥，人工授粉也被广泛使用。

### 化学

香草精的化学结构式

香草香精有两种形式。真正的种子荚提取物是数百种不同化合物的复杂混合物，包括香草精、乙醛、乙酸、糠醛、己酸、4-羟基苯甲醛、丁香酚、肉桂酸甲酯和异丁酸。合成香精由合成香草精在乙醇溶液中组成。化合物香草精（4-羟基-3-甲氧基苯甲醛）是香草的特征风味和香气的主要贡献者，也是腌制香草豆的主要风味成分。1858年，西奧多·尼古拉斯·戈布利首次从香草豆荚中分离出香草精。到1874年，它已经可以从松树汁液的糖苷中获取，这暂时造成天然香草行业的萧条。香草精可以很容易地从各种原料中合成，但大多数食品级（纯度>99%）的香草精是由愈创木酚制成的。

## 用途
天然香草的四种主要商业制品是：
- 豆荚
- 粉末（磨碎的豆荚，保持纯净或与糖、淀粉或其他成分混合）[14]
- 提取物（在酒精或偶尔甘油溶液中；纯香草和仿香草均含有至少35%的酒精）[15]
- 香草糖，一种包装好的糖和香草提取物的混合物

食品中的香草味可通过添加香草精或在液体制剂中烹制香草荚来实现。如果将豆荚一分为二，将豆荚的更多表面积暴露在液体中，则可能会获得更强烈的香气。在这种情况下，豆荚的种子混合到制剂中。根据浓度，天然香草使制剂呈棕色或黄色。优质香草具有强烈的芳香味，但含有少量劣质香草或人造香草味调味料的食物更为常见，因为真正的香草要贵得多。
香草被认为是世界上最受欢迎的香气和风味，香草是一种广泛用于食品、饮料和化妆品的香气和风味化合物，其作为冰淇淋风味的受欢迎程度表明了这一点。虽然香草本身是一种珍贵的调味剂，但它也用于增强其他物质的风味，其自身的风味通常与之相辅相成，例如巧克力、奶黃、焦糖、咖啡等。香草是西方甜味烘焙食品（如饼干和蛋糕）的常见成分。尽管价格昂贵，但香草因其味道而受到高度重视。
食品工业中使用甲基和乙基香草素作为真正香草的较便宜的替代品。乙基香草素更贵，但味道更浓。
从香草荚中提取的液体曾经被认为具有医疗特性，有助于治疗各种胃病。

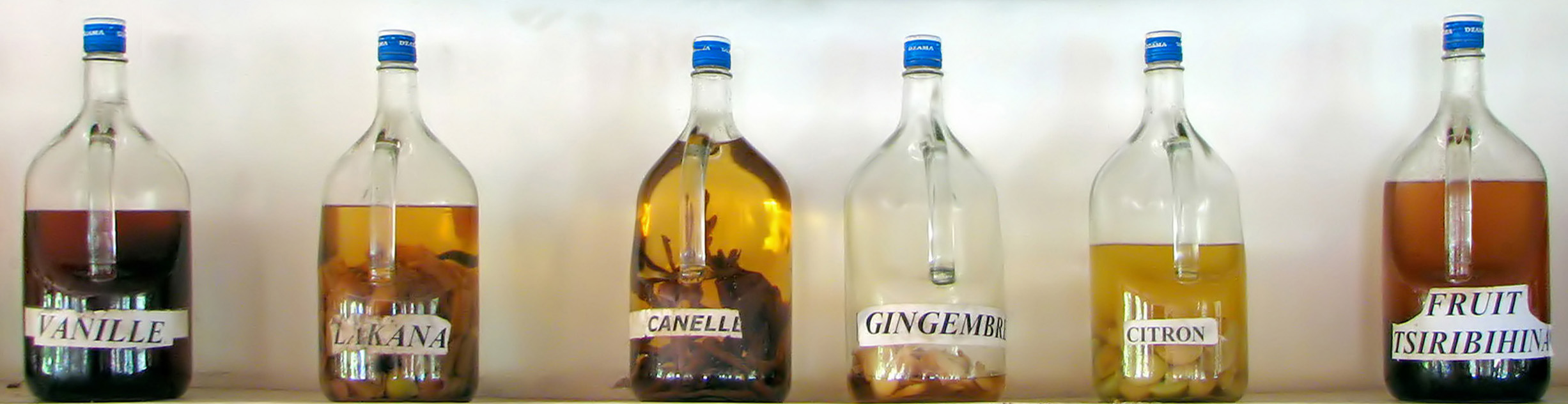
香草朗姆酒，马达加斯加

- 香草莢醬 是一種濃縮的香草調味料，它將香草香料與香草莢結合，有時還會加入像是糖或玉米糖漿等增稠劑。這種膏狀物具有類似糖漿的濃稠質地，並包含來自香草精和香草莢的黑色小顆粒。

香草莢醬提供了使用整根香草豆的便利替代方案，因為它不僅提供相同的濃郁天然香草風味，還有香草莢及籽的視覺效果。它常用於需要香草精或整根香草豆的食譜中，如蛋糕、餅乾、冰淇淋或卡士達等，為料理帶來更強烈的香草風味。

## 接触性皮炎

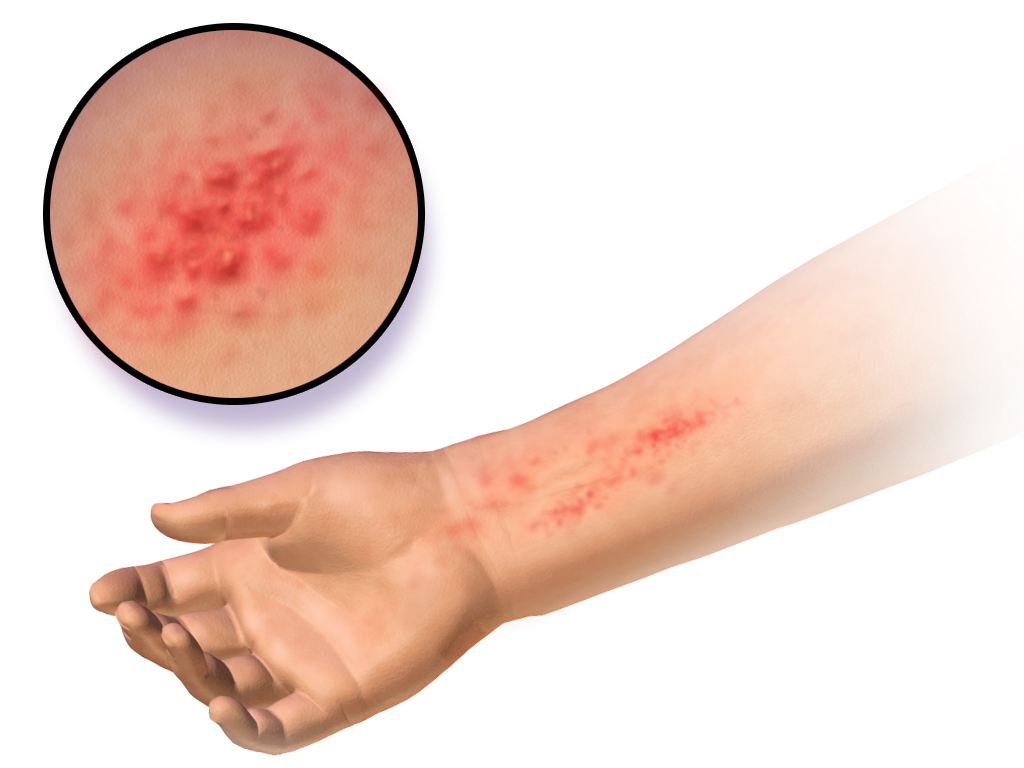
过敏性接触性皮炎图解

大多数香草兰花的茎干或收获豆子的地方渗出的汁液如果与裸露的皮肤接触，会导致中度至重度皮炎。香草兰花的汁液中含有草酸钙晶体，被认为是香草种植工人接触性皮炎的主要病原体。

## 现代俗语
由于香草是冰淇淋最常见的默认口味，香草对应的英文词汇“vanilla”在美国等英语国家有时也在口语交流中用来比喻“常见的，默认的，原版的，普通的”。

## 圖集

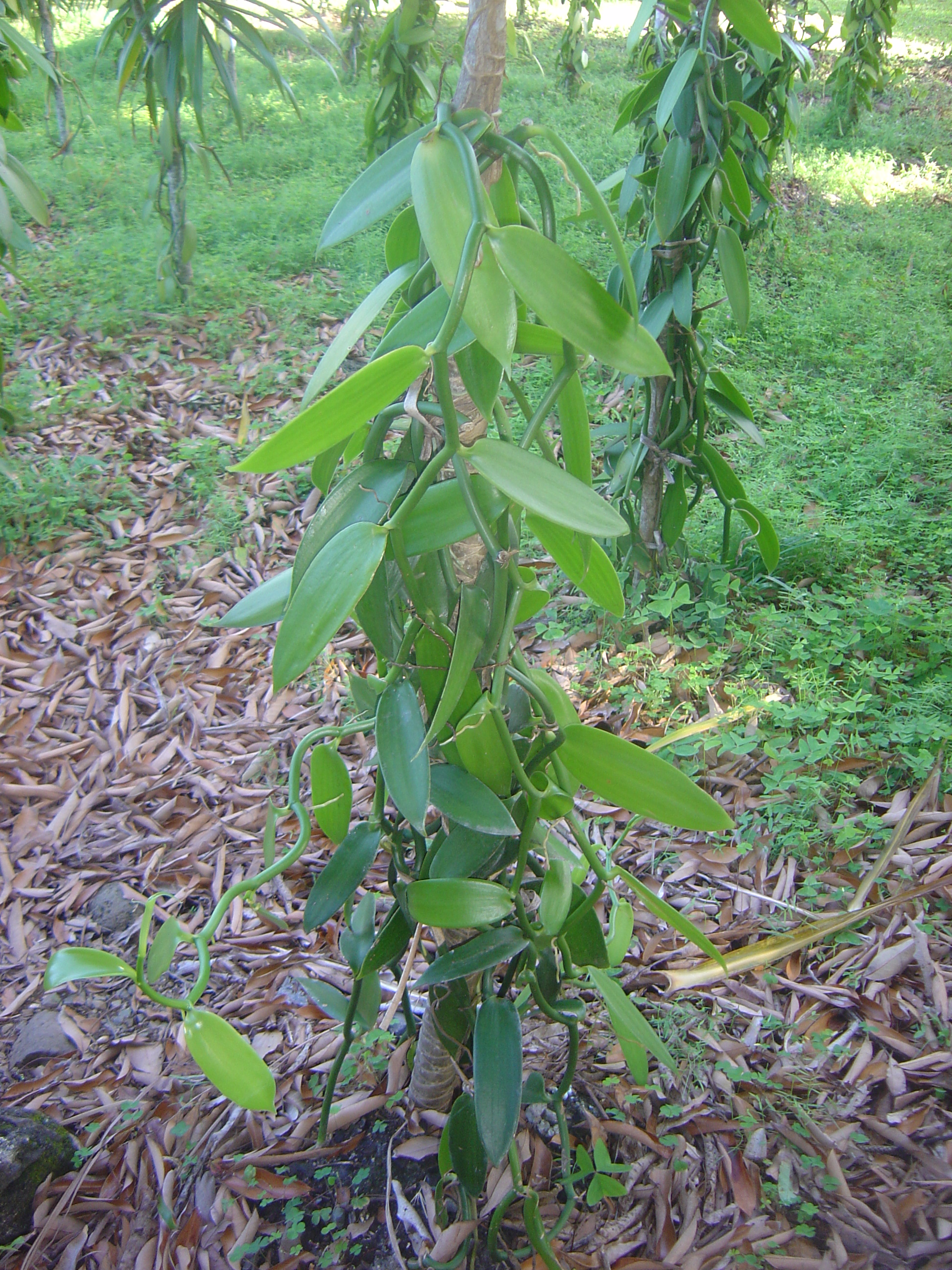
在留尼汪的一片空地上种植香草
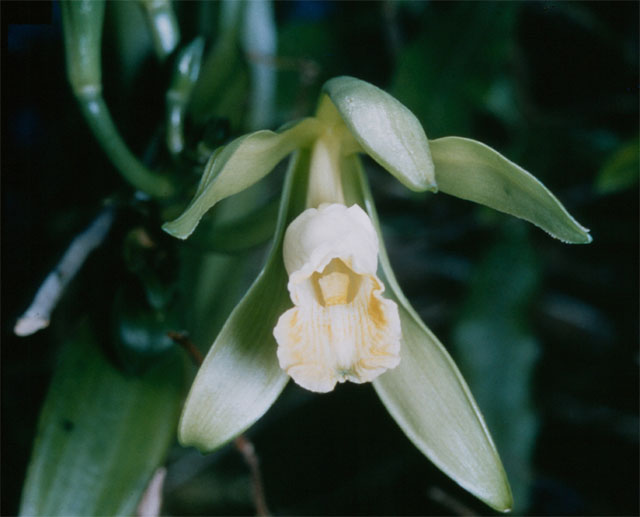
花
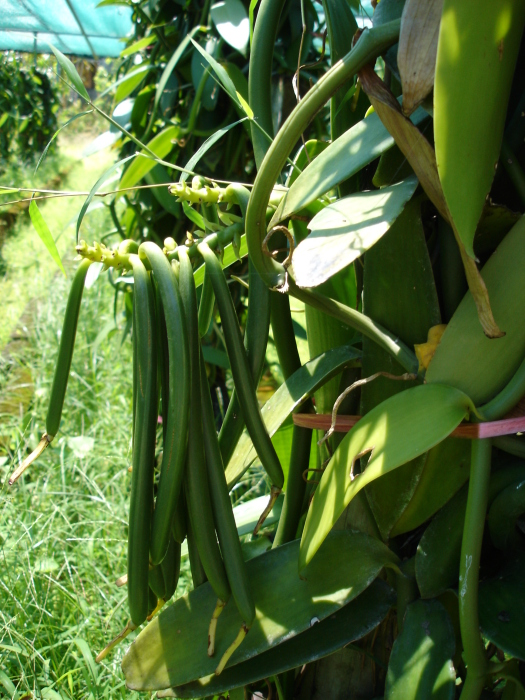
绿色果实

## 延伸阅读
- Ecott, Tim (2004). Vanilla: Travels in Search of the Luscious Substance. London: Penguin, New York: Grove Atlantic
- Rain, Patricia (2004). Vanilla: The Cultural History of the World's Favorite Flavor and Fragrance. New York: J. P. Tarcher/Penguin.